# ロイドミンスター
ロイドミンスター（英: Lloydminster）は、カナダのアルバータ州とサスカチュワン州にまたがる市。この都市は両方の州に一つの市として認識されている。
この地域の先住民族ファースト・ネーションとカナダ国王の間で締結された番号付きインディアン条約の第6条約締結地域の中心に位置し、平原クリー族、森林クリー族、ディネ、平原オジブワ族の伝統的な故国であり、メティの故国でもある。

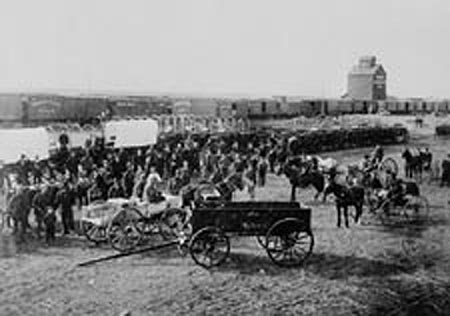
1903年のバール移民団

## 歴史
禁酒の理念に基づくイギリス人の理想郷として意図されたロイドミンスターは、1903年に直接イギリスからやってきたバール移民団によって開村された。当時、この地域はまだ北西準州の一部であり、ロイドミンスターは自治領測量制度（Dominion Land Survey）の第四経線（西経110度線）上に位置していたが、当時の測量が不正確だったため、第四経線が実際の西経110度線から約400メートル西となった。
町の名前は、1922年にサスカチュワン州主教区の主教となる予定のカナダ聖公会の司祭ジョージ・ロイドにちなんで名付けられた。ロイドはカナダへの非イギリス人移民に強く反対していた。計画もずさんで悲惨な移民団の移動期間を通じて、バール移民団のリーダーであるアイザック・バールに代わり、ロイドは移民団の指導者として大きな役割を果たしていた。
アルバータ州とサスカチュワン州が1905年に創設された際、第四経線が両州の境界となり、ロイドミンスターはメインストリートに沿って分断された。住民は、新しい境界が修正され、町全体がサスカチュワン州に含まれるように嘆願したが、受け入れられることはなかった。ロイドミンスターは1930年に両州の政府が合意し、共同管轄の下で単一の町として統合されるまで、別々の自治体として機能していた。1958年には再び共同でロイドミンスターを市として再編成した。

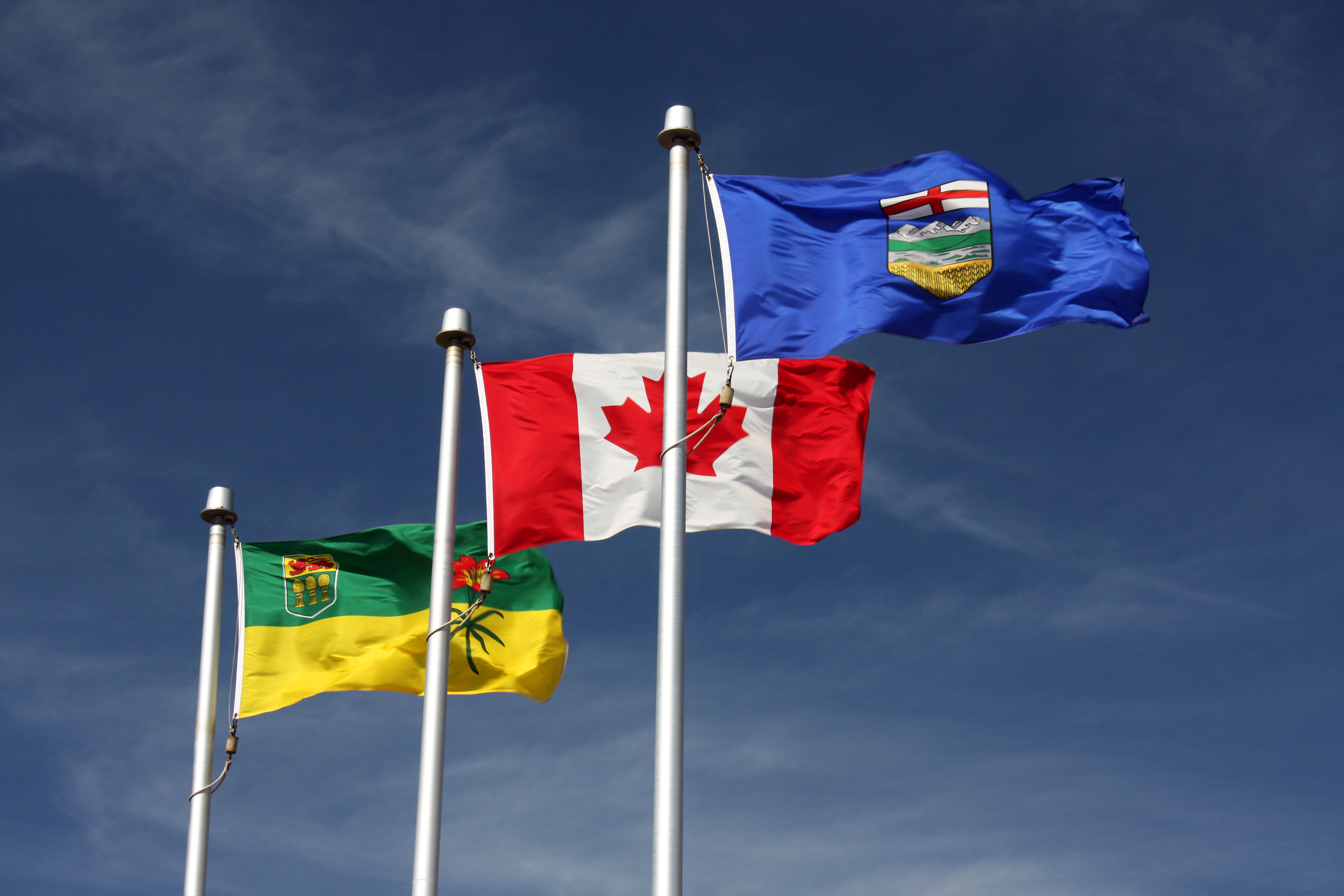
ロイドミンスターではアルバータ州とサスカチュワン州の両州の州旗が掲揚されている

ロイドミンスターの2州にまたがる独特の地位を記念して、1994年に市の中心部近くに100フィートの測量標4本の記念碑が建てられた。

## 交通
- ロイドミンスター空港
- イエローヘッド・ハイウェイ（アルバータ州道16号線、サスカチュワン州道16号線）